# (73900) 1997 FD
1997 أف دي (ويعرف أيضًا باسم (73900) 1997 أف دي وفق تسمية الكوكب الصغير) (بالإنجليزية: 1997 FD)‏ هو كويكب ضمن حزام الكويكبات؛ وترتيبه 73900 من حيث الاكتشاف.
اكتُشف هذا الجُرم الفلكي بواسطة Warren B. Offutt ‏ في 19 مارس 1997.

## وصلات خارجية
- (73900) 1997 FD في قاعدة بيانات مختبر الدفع النفاث لأجرام النظام الشمسي الصغيرة

- الاكتشاف · مخطط المدار ·  العناصر المدارية · المعلمات المادية

- (73900) 1997 FD على موقع ويكي سكاي: DSS2, SDSS, GALEX, IRAS, Hydrogen α, X-Ray, Astrophoto, Sky Map, Articles and images